# مارلون باريوس
مارلون باريوس (بالإسبانية: Marlon Barrios)‏ (12 ديسمبر 1986 بكارتاهينا في كولومبيا - ) هو لاعب كرة قدم كولومبي في مركز الوسط. لعب مع Real Madriz FC ‏ وC.D. Walter Ferretti ‏ وريال قرطاجنة.

## وصلات خارجية
- مارلون باريوس على موقع قاعدة بيانات كرة القدم.إي يو (الإنجليزية)
- مارلون باريوس على موقع Soccerway.com (الإنجليزية)